# Velký Hodonický rybník
Velký Hodonický rybník je přírodní památka ve správním území obce Malonty v okrese Český Krumlov. Nachází se v katastrálním území Hodonice u Malont. Předmětem ochrany je rybník s výskytem leknínu bělostného.

## Historie
Nevhodně provedené meliorace nad rybníkem způsobovaly nedostatek vody, v důsledku čehož jeho velkou část zarůstal zblochan vodní (Glyceria maxima). V devadesátých letech dvacátého století byl do rybníka sveden nový přítok, ale ani tak není zaručeno plné napuštění rybníka. Přesto díky tomu došlo k ústupu zblochanu a během oprav výpusti v roce 1997 na dně vyklíčilo mnoho jedinců leknínu bělostného. Po opětovném zvýšení hladiny začal leknín ustupovat až téměř vymizel. Při vyhlášení chráněného území byla populace leknínu stabilizována na asi stovce jedinců. V době vyhlášení přírodní památky na rybníku hospodařila společnost Rybářství Nové Hrady. 
Chráněné území vyhlásil Krajský úřad Jihočeského kraje v kategorii přírodní památka s účinností od 26. října 2023.

## Přírodní poměry
Přírodní památka s rozlohou 2,71 hektaru leží v katastrálním území Hodonice u Malont. Nachází se v Novohradském podhůří v nadmořské výšce 630–631 metrů. Překrývá se se stejnojmennou evropsky významnou lokalitou.

### Abiotické poměry
Geologické podloží tvoří holocenní sedimenty s mělkým ložiskem rašeliny, které překrývají biotitickou pararulu s cordieritem. V geomorfologickém členění Česka přírodní památka leží v Novohradském podhůří, v podcelku Soběnovská vrchovina a okrsku Malontská sníženina. Rybník se nachází v mírně zvlněné pramenné oblasti drobné vodoteče, která je pravostranným přítokem Hodonického potoka. Z půdních typů v okolí rybníka převládá kambizem pseudoglejová, která přechází ke glejům a organozemi.
Samotný rybník má výměru 2,78 hektaru s využitelnou vodní plochou o rozloze 2,2 hektaru. Průměrná hloubka je 0,5 metru a maximální dosahuje 1,5 metru. Je využíván k extenzivnímu až polointenzivnímu odchovu násady kapra obecného (Cyprinus carpio), k níž bývá přisazován lín obecný (Tinca tinca).
V rámci Quittovy klasifikace podnebí se přírodní památka nachází v mírně teplé oblasti MT3, pro kterou jsou typické průměrné teploty −3 až −4 °C v lednu a 16–17 °C v červenci. Roční úhrn srážek dosahuje 600–750 milimetrů, počet letních dnů je 20–30, počet mrazových dnů se pohybuje od 130 do 160 a sněhová pokrývka zde leží 60–100 dnů v roce.

### Flóra
Ze zvláště chráněných druhů rostlin je významná populace přibližně stovky jedinců leknínu bělostného (Nymphaea candida). Kromě něj se na lokalitě hojně vyskytuje vrbovka bahenní (Epilobium palustre) a ojediněle také rozpuk jízlivý (Cicuta virosa), mochna bahenní (Potentilla palustris), bublinatka menší (Utricularia minor), divizna velkokvětá (Verbascum densiflorum) a rozrazil štítkovitý (Veronica scutellata).

### Fauna
Ke zvláště chráněným druhům uvedeným v červených seznamech na lokalitě patří vážka jasnoskvrnná (Leucorrhinia pectoralis), šídlo sítinové (Aeshna juncea), šídlatka tmavá (Lestes dryas) a šídlatka zelená (Lestes virens). Rybník také poskytuje útočiště nebo rozmnožovací plochu pro řadu obojživelníků. Odchyceni nebo pozorováni byli čolek obecný (Lissotriton vulgaris), čolek velký (Triturus cristatus), skokan hnědý (Rana temporaria), skokan zelený (Pelophylax esculentus) a skokan štíhlý (Rana dalmatina). Podle zvukových projevů byli prokázáni skokan krátkonohý (Pelophylax lessonae) a rosnička zelená (Hyla Arborea).

## Ochrana přírody
Předmětem ochrany je společenstvo vegetace mezotrofních vod chladnějších oblastí s leknínem bělostným, která zaujímá 18 % rozlohy přírodní památky. Z jednotlivých druhů organismů jsou součástí předmětu ochrany vážka jasnoskvrnná, čolek obecný, čolek velký, skokan zelený, skokan štíhlý, skokan krátkonohý, rosnička zelená a leknín bělostný. Cílem ochrany je udržení populace silně ohroženého leknínu bělostného a dalších typických rostlinných druhů.